# Einfach Rosa
Einfach Rosa ist eine deutsche Fernsehfilm-Reihe in vier Folgen über die Hochzeitsplanerin Rosa Winter, verkörpert von Alexandra Neldel.

## Handlung
Die Hochzeitsplanerin Rosa Winter stand bereits drei Mal vor dem Traualtar, hat jedoch immer wieder denselben Mann stehengelassen. Nachdem sie von ihrer Tante ein Brautmodengeschäft erbt, beschließt sie, gemeinsam mit ihrer neuen Freundin Meral Tosun eine Hochzeitsagentur zu eröffnen. Ohne Geld, aber mit der Devise, dass Rosa nur Paare verheiratet, die aus wahrer Liebe heiraten wollen.

## Besetzung

### Wiederkehrende Rollen
| Schauspieler     | Rolle       | Hauptrolle (Film) | Nebenrolle (Film) |
| ---------------- | ----------- | ----------------- | ----------------- |
| Alexandra Neldel | Rosa Winter | 1–4               |                   |
| Sara Fazilat     | Meral Tosun | 1–4               |                   |
| Janek Rieke      | Mark        | 2–4               |                   |
| Petra Kelling    | Ruth Winter |                   | 1, 3–4            |
| Orhan Güner      | Emre Tosun  |                   | 1, 3–4            |

### Episodenhauptrollen
| Schauspieler              | Rolle    | Gastrolle (Film) |
| ------------------------- | -------- | ---------------- |
| Alissa Jung               | Michelle | 1                |
| Oliver Bootz              | Frank    | 1                |
| Pearl Thusi               | Nandi    | 2                |
| Anna Fischer              | Amelie   | 3                |
| Constantin von Jascheroff | Lars     | 3                |
| Susanna Simon             | Anja     | 4                |
| Tim Bergmann              | Johannes | 4                |

## Episodenliste
| Nr. | Originaltitel               | Erstausstrahlung D | Regie          | Drehbuch        | Zuschauer         |
| --- | --------------------------- | ------------------ | -------------- | --------------- | ----------------- |
| 1   | Die Hochzeitsplanerin       | 30. Okt. 2015      | Holger Haase   | Conni Lubek     | 2,97 Mio. (9,5 %) |
| 2   | Wolken über Kapstadt        | 6. Nov. 2015       | Michael Karen  | Stefan Kuhlmann | 3,05 Mio. (9,8 %) |
| 3   | Verliebt, verlobt, verboten | 12. Feb. 2016      | Hansjörg Thurn | Conni Lubek     | 3,23 Mio. (9,6 %) |
| 4   | Die zweite Chance           | 19. Feb. 2016      | Michael Karen  | Jens Urban      | 3,16 Mio. (9,7 %) |